# Adastra
Le supercalculateur Adastra est le plus puissant de France en 2024. Il est installé au Centre informatique national de l'enseignement supérieur (Cines) à Montpellier, pour le grand équipement national de calcul intensif (GENCI). Il est deux fois plus puissant que le précédent détenteur du titre, Jean-Zay, du CNRS, et se classe à la 20ème place des supercalculateurs les plus puissants du monde, selon le classement TOP500 de juin 2024. Adastra a une capacité de calcul de 74 pétaflops.
Adastra tire son nom de la phrase latine Per aspera ad astra, signifiant « À travers les difficultés vers les étoiles ».
Adastra est un outil destiné à la recherche : il permet de réaliser des simulations scientifiques qui seraient impossibles à réaliser sur un ordinateur traditionnel. Par exemple, ils peuvent modéliser des événements météorologiques extrêmes, expérimenter sur l'efficacité des fermes éoliennes géantes ou travailler sur la conception de moteurs de fusées, ou entraîner des intelligences artificielles.
Un autre avantage d'Adastra est sa sobriété énergétique. Il est classé en juin 2024 neuvième au Green 500, qui récompense les supercalculateurs les plus performants en termes d'économie d'énergie. Les chercheurs qui utilisent Adastra peuvent également surveiller en temps réel leur consommation d'énergie.
Adastra est un symbole de l'évolution rapide de la technologie de l'informatique : il est dix milliards de fois plus puissant que le superordinateur installé sur le campus universitaire de Montpellier en 1980, lorsque le Cines a été créé.

## Fournisseur
GENCI a sélectionné l'offre Hewlett Packard Enterprise fondée sur le système HPE Cray EX après un appel d'offres ouvert qui a eu lieu pendant la période de la pandémie, pendant 18 mois. La sélection a été basée sur une approche TCO, mettant en œuvre à la fois sur des performances soutenues et une consommation d'énergie optimisée.

## Architecture technique
Adastra repose sur une architecture hybride et modulaire avec plusieurs partitions de calcul complémentaires, pour répondre aux différents besoins de centaines d'utilisateurs quotidiens :
- Une partition avec des nœuds scalaires manycore, chacun basé sur les processeurs AMD Epyc de 4e génération, surnommés "Genoa", avec 768 Go de mémoire DDR5 et un NIC Slingshot 11 de 200 Gbps.

- Une partition avec des nœuds hybrides, chacun avec un processeur AMD Epyc de 3e génération avec 256 Go de mémoire DDR4 et quatre accélérateurs AMD Instinct MI250X OAM, chacun avec 128 Go de mémoire HBM2e, pour un total de 512 Go de mémoire GPU, et quatre NIC Slingshot 11 de 200 Gbps.

- Une partition accélérée (GPU)

- Une partition scalaire (CPU)

L'ensemble du système, fédéré par HPE Slingshot, un Réseau Ethernet à haute performance avec un accès à un système de fichiers à deux niveaux Lustre ClusterStor E1000 de Cray. Le premier niveau fournit près de 2PB avec un débit de 1.3 TB/s et le second près de 24 PB @ 250 GB/s sur disques durs rotatifs.